# Чернышов, Леонид Николаевич
Леони́д Никола́евич Чернышо́в (род. 30 марта 1949, Купянск-Узловой, Харьковская область) — доктор экономических наук (2003), профессор (2005), Заслуженный рационализатор Российской Федерации (1998), действительный член (академик) муниципальной и жилищно-коммунальной академий, заместитель председателя Госстроя России (1998—2004), помощник Министра промышленности и энергетики РФ по вопросам строительства и ЖКХ (2004—2005), директор Департамента строительства и ЖКХ Министерства регионального развития РФ (2005), заместитель председателя комитета Торгово-промышленной палаты Российской Федерации по предпринимательству в сфере строительства и жилищно-коммунального хозяйства, заведующий кафедрой «Национальной экономики и оценки бизнеса» (2006—2011), заместитель директора по учебно-методической работе института «Градорегулирования и управления недвижимостью» (ИГУН) Московского государственного строительного университета (2010—2011). С 2011 г. директор Института сити-менеджмента ФАОУ ДПО ГАСИС (с 2012 г — НИУ ВШЭ).

## Биография
Родился 30 марта 1949 г. в п. Купянск-Узловая Харьковскаой области.
Окончил Николаевский кораблестроительный институт им. Макарова (1974 г.) по специальности инженер-механик судовых энергетических установок.
После окончания института (1974—1982 гг.), работал на предприятиях оборонопромышленного комплекса СССР в гг. Херсон и Петропавловск-Камчатский в должности инженера-конструктора, мастера, начальника участка. Занимался исследованием, проектированием, строительством и модернизацией атомных энергетических установок подводных лодок 3-го поколения Военно-морского Флота СССР, по проблематике возникновения «Йодовых ям» в системах автоматической защиты атомных реакторов.
С 1982 года по 1989 год работает в системе жилищно-коммунального хозяйства города Москвы, в должности начальника дирекции единого заказчика Тимирязевского района, начальника управления, главного инженера объединения предприятия ЖКХ Тимирязевского района, главного инженера Главного управления Жилищного хозяйства Моссовета (Главсмосжилуправления).
При его авторском участии было инициировано выделение ремонтно-строительной деятельности из предприятий ЖКХ города и создание специализированных ремонтно-строительных трестов. Проведенные преобразования позволили значительно увеличить объём и качество проведения текущего и капитального ремонта жилья в городе.
В 1989 году окончил Московский институт управления им. С. Орджоникидзе по специальности инженер-экономист.
С 1990 года работает начальником отдела Экономики и внешних связей Комитета по ЖКХ при Совете Министров РСФСР.
С 1990 по 1998 гг. в процессе реорганизации Федерального органа исполнительной власти в сфере ЖКХ (Роскоммунхоз, Минархстрой, Госстрой, Минземстрой) замещал должности начальника управления экономических реформ, заместителя руководителя Департамента ЖКХ, руководителя Департамента реформирования ЖКХ.
В этот период активно борется за повышение престижности профессии и сферы ЖКХ в обществе. В 1994 году создает профессиональное сообщество (действующее и по ныне)- Союз работников ЖКХ России и избирается его первым президентом. В 1995 году Союз, как политическое движение (избирательный блок № 43) участвует в выборах Государственную Думу Российской Федерации третьего созыва. Чернышов Л. Н. возглавляя федеральный список, участвует в выборах ещё и по одномандатному 83 (Тулунскому в Иркутской области) избирательному округу.
С 1998 по 2004 годы занимал должность заместителя председателя Госстроя России, курирующего вопросы устойчивого функционирования систем жизнеобеспечения городов и населенных мест России и реформирования ЖКХ.
В 2003 году окончил Академию Государственной службы при Президенте РФ.
После проведения в 2004 году Административной реформы был назначен помощником Министра промышленности и энергетики РФ по вопросам строительства и ЖКХ, а в 2005 году замещал должность директора Департамента строительства и ЖКХ Министерства регионального развития РФ.

## Государственная деятельность
За годы работы в федеральных органах власти внес большой вклад в теорию и практику устойчивого развития и реформирования ЖКХ России.
Принял активное участие в разработке 17 Федеральных законов: «Об основах жилищной политики», «О приватизации жилищного фонда в РФ», «О товариществах собственников жилья» и др.
В подготовке текстовых документов:
- 12 Указов Президента РФ: «О развитии конкуренции в жилищной сфере (1994 г.)», «О концепции реформирования ЖКХ России (1997 г.)» и др.;
- более 70 Постановлений Правительства РФ, касающихся вопросов демонополизации ЖКХ, оплаты ЖКУ, передачи ведомственных объектов ЖКХ в муниципальную собственность и др.

## Научная деятельность
В 1995 году защитил диссертацию на соискание ученой степени кандидата экономических наук на тему: «Формирование хозяйственного механизма системы управления жилищно-коммунальным хозяйством Российской Федерации в условиях становления рыночных отношений»..
В 2002 году защитил диссертацию на соискание ученой степени доктора экономических наук на тему: «Методологические проблемы формирования системы управления жилищно-коммунального хозяйства России в рыночных условиях»..
Исследовал историю возникновения жилищного и коммунального дела в России. В 1999 году документально обосновал 350-летнюю дату образования в России Приказа ведающего жилищными и коммунальными вопросами на Руси, учрежденного в 1649 году Наказом Царя «О градском благочинии».
Один из авторов проекта Минобразования России по учреждению новой для России специальности 270115 «Экспертиза и управление недвижимостью».
Соавтор создания в 2002 году Российского общества профессиональных оценщиков и управляющих недвижимостью — сервейеров (РООС) — прообраза саморегулируемых организаций (СРО) в сфере управления и оценки недвижимости.
Инициатор создания и председатель редакционного совета журналов: «Журнал для руководителя и главного бухгалтера ЖКХ» (1998 г.) и «Управление многоквартирными домами» (2006 г.).
Член редакционной коллегии научных журналов: «Промышленное и гражданское строительство» и «Недвижимость: экономика, управление».
Член Диссертационного совета Московского государственного строительного университета.
Являясь научным руководителем, подготовил 7 кандидатов и 3 доктора экономических наук.

## Преподавательская деятельность
В 1994—1996 гг. в Институте подготовки и переподготовки кадров (ИПК Госслужбы) — старший преподаватель.
В 1996—2000 гг. в Государственном университете управления — доцент.
В 2000—2011 гг. в МГСУ — профессор, заведующий кафедрой «Национальной экономики и оценки бизнеса»..
В 2011 г. в ФАОУ ДПО ГАСИС (Государственная академия профессиональной переподготовки и повышения квалификации руководящих работников и специалистов инвестиционной сферы) — директор Института сити-менеджмента, с 2012 г. после реорганизации ГАСИС в НИУ ВШЭ (в прежней должности).

## Основные труды и публикации за последние 5 лет
- Чернышов Л. Н., Грабовый П. Г., Кириллова А. Н. и др. Руководство для мэра по организации и управлению городским хозяйством. (учебное пособие). Москва, «Реалпроект», 2004[4].
- Чернышов Л. Н., Грабовый К. П., Грабовый П. Г., Лукманова И. Г. и др. Энергосбережение в жилищной и коммунальной сфере. Монография. Москва, Изд-во Екатеринбург, 2008[5].
- Планирование и контроллинг в жилищной сфере: учеб. для вузов / под общ. ред. Л. Н. Чернышова ; Моск. гос. строит. ун-т, Воронеж. гос. архит.-строит. ун-т, 2008.
- Планирование и контроллинг в коммунальной сфере: учеб. для вузов / П. Г. Грабовый и др.; под общ. ред. П. Г. Грабового, Л. Н. Чернышова; Моск. гос. строит. ун-т и др. — М.; Екатеринбург: УГТУ-УПИ, 2009.
- Ценообразование в жилищной и коммунальной сфере: учебник : рек. УМО / Воронеж. гос. архит.-строит. ун-т; под общ. ред. Л. Н. Чернышова. — Воронеж : Издат.-полиграф. центр Воронеж. гос. ун-та, 2009.

## Награды и звания
- Орден «Знак Почёта»
- Почётное звание «Заслуженный рационализатор Российской Федерации»[6](1998)
- Почетный работник жилищно-коммунального хозяйства России
- Медаль «За особый вклад в развитие Кузбасса» II степени (8 августа 2001 года) — за многолетнюю плодотворную работу, высокий профессионализм, значительный вклад в социально-экономическое развитие области[7]
- Доктор экономических наук (2003)
- Профессор (2005)

## Классный чин
Действительный государственный советник Российской Федерации 3 класса